# Џејсон Холанд
Џејсон Холанд (енгл. Jason Holland; 12. август 1972) новозеландски је професионални рагби 15 тренер и бивши професионални рагбиста. Тренутно ради као главни тренер франшизе Херикејнса, новозеландског представника у најјачем светском клупском рагби такмичењу Супер рагбију. 
Холанд се убраја у највеће легенде Манстера. 

## Играчка каријера
Холанд је играо на позицији центра и красили су га добра техника и срчаност. На Новом Зеланду је играо за Таранаки и за Манавату. 1999. отишао је у Републику Ирску, где ће до краја играчке каријере играти за Манстер. Холанд је са Манстером освојио Келтску лигу и Куп европских шампиона.

## Играчки успеси
- Куп европских шампиона у рагбију 2006. и 2008. - Клупски шампион Европе са Манстером
- Куп европских шампиона у рагбију 2000. и 2002. - Клупски вицешампион Европе са Манстером
- Келтска лига у рагбију 2003. - Шампион са Манстером

## Тренерска каријера
Радио је као помоћни тренер у Манстеру, Кантерберију и Херикејнсима, пре него што је постао главни тренер Херикејнса. 

## Видео снимци
Џејсон Холанд постиже есеј против Тулуза.